# Боливија на Светском првенству у атлетици на отвореном 2017.
Боливија је учествовала на Светском првенству у атлетици на отвореном 2017. одржаном у Лондону од 4. до 13. августа шеснаести пут, односно учествовала је на свим првенствима до данас. Репрезентацију Боливије представљало је двоје атлетичара (1 мушкарац и 1 жена) који су се такмичили у дисциплинама брзог ходања на 20 км и 50 км,
На овом првенству атлетичари Боливије нису освојили ниједну медаљу, обоје су поправили своје личне рекорде сезоне.

## Учесници
| Дисциплина | Атлетичари  | Атлетичари    |
| Дисциплина | Мушкарци    | Жене          |
| ---------- | ----------- | ------------- |
| 20 км      |             | Анхела Кастро |
| 50 км      | Ронал Киспе |               |

## Резултати

### Мушкарци
| Атлетичар   | Дисциплина   | Лични рекорд | Квалификације | Квалификације | Полуфинале | Полуфинале | Финале   | Финале       | Детаљи                                    |
| Атлетичар   | Дисциплина   | Лични рекорд | Резултат      | Место         | Резултат   | Место      | Резултат | Место        | Детаљи                                    |
| ----------- | ------------ | ------------ | ------------- | ------------- | ---------- | ---------- | -------- | ------------ | ----------------------------------------- |
| Ронал Киспе | 50 км ходање | 4:02:00 НР   |               |               |            |            | 4:08:22  | 33 / 33 (49) | Архивирано на веб-сајту (14. август 2017) |

### Жене
| Атлетичарка   | Дисциплина   | Лични рекорд | Квалификације | Квалификације | Полуфинале | Полуфинале | Финале      | Финале       | Детаљи |
| Атлетичарка   | Дисциплина   | Лични рекорд | Резултат      | Место         | Резултат   | Место      | Резултат    | Место        | Детаљи |
| ------------- | ------------ | ------------ | ------------- | ------------- | ---------- | ---------- | ----------- | ------------ | ------ |
| Анхела Кастро | 20 км ходање | 1:30:33 НР   |               |               |            |            | 1:31:34 ЛРС | 23 / 52 (61) |        |